# François-A. Pouliot
Pour les articles homonymes, voir Pouliot.
François-Albert-Lucien Pouliot (Holyoke, Massachusetts, 6 juin 1896 - Mont-Royal, Canada, 11 mars 1990) est un administrateur et un homme politique québécois. Il a été député de la circonscription de Missisquoi pour le Parti conservateur puis pour l'Union nationale de 1935 à 1939.
Il fut l'un des whips de son parti d'octobre 1936 à septembre 1939.